# Indian Bay
Indian Bay es un pueblo canadiense situado en la provincia de Terranova y Labrador.

## Superficie
Indian Bay tiene una superficie de 86,49 km².

## Demografía
En 2021, tenía 172 habitantes, una densidad poblacional de 2 hab./km², y 118 viviendas.